# Parasipyloidea fictus
Parasipyloidea fictus är en insektsart som först beskrevs av Ludwig Redtenbacher 1908.  Parasipyloidea fictus ingår i släktet Parasipyloidea och familjen Diapheromeridae. Inga underarter finns listade i Catalogue of Life.